# Ögonfläckig nyckelpiga
Ögonfläckig nyckelpiga (Anatis ocellata) är en art i insektsordningen skalbaggar som tillhör familjen nyckelpigor. Den förekommer på barrträd och blir 8 till 9 millimeter lång. 

## Kännetecken
Den här nyckelpigan känns igen på att fläckarna på de rödaktiga till lite orangefärgade täckvingarna är "ögontecknade", det vill säga mörka och omgivna av en ljusare ring. halsskölden är svart med ljusare framkant och ljusare oregelbundna fläckar på sidorna. Det finns dessutom två ljusare fläckar vid mitten av halssköldens bakkant, en på var sida om skutellen. Huvudet är svart med två små ljusa prickar i pannan, mellan fasettögonen. Antennerna är ljusbrunaktiga, något mörkare längst ut. Benen är övervägande mörka, lite ljusare inslag finns på skenben och tarser.